# 17856 Ґомес
17856 Ґомес (17856 Gomes) — астероїд головного поясу, відкритий 18 травня 1998 року.
Тіссеранів параметр щодо Юпітера — 3,375.